# Carmen Heidecke
Carmen Heidecke ist eine deutsche Diplomatin. Sie ist seit 2024 mit der Amtsbezeichnung einer Botschafterin Ständige Vertreterin der Bundesrepublik Deutschland bei der Welthandelsorganisation (WTO).

## Laufbahn
Heidecke begann ihre berufliche Laufbahn als Rechtsanwältin für 
Handels- und Gesellschaftsrecht bei internationalen Wirtschaftskanzleien in Spanien und Deutschland. 
Bis zu ihrem Amtsantritt als Botschafterin 2024 war Heidecke Referatsleiterin in der Abteilung Digital- und Innovationspolitik des Bundesministeriums für Wirtschaft und Klimaschutz. Dabei war sie unter anderem für das Zentrale Innovationsprogramm Mittelstand zuständig. Zuvor war sie war mehrere Jahre lang Büroleiterin von Parlamentarischen Staatssekretären im Wirtschaftsministerium.
Im September 2024 trat Heidecke die Nachfolge von Bettina Waldmann als Ständige Vertreterin bei der WTO an.